# Шефир, Сергей Нахманович
Серге́й На́хманович Шефи́р (укр. Сергій Нахманович Шефір; род. 25 мая 1964, Кривой Рог, Днепропетровская область) — украинский государственный деятель. Первый помощник президента Украины (2019—2024), директор и основатель Студии Квартал-95.

## Биография
Окончил Криворожский горнорудный институт, писал вместе с братом Борисом Шефиром для команд КВН «Минск», «Махачкалинские бродяги», «Запорожье — Кривой Рог — Транзит», «95-й квартал», «Сборная XX века», «Сборная XXI века». Играл в командах КВН «Криворожская шпана» и «Запорожье — Кривой Рог — Транзит».
Сценарист и продюсер более десятка фильмов и сериалов. Фильмы «Любовь в большом городе 3», «Ржевский против Наполеона», «8 первых свиданий» попали в список 10 самых кассовых фильмов в истории Украины по версии Strana.ua, а фильм «Я буду рядом» получил главный приз фестиваля «Кинотавр».
Сергей Шефир вместе со своим братом Борисом был продюсером сериалов «Слуга народа» и «Сваты», которые были признаны ВЦИОМ лидерами проката.

## На государственной службе
21 мая 2019 года был назначен первым помощником 6-го президента Украины Владимира Зеленского.
В Офисе президента он занимался контактами с крупным бизнесом, а также отвечал за организацию ежедневной работы главы государства. 
В 2019 году Сергей Шефир посещал офис олигарха Игоря Коломойского на служебном автомобиле Госуправления делами.
В 2020 году журналисты программы «Схемы» зафиксировали, как Шефир тайно приезжал в имение олигарха Рината Ахметова под Киевом.
В 2021 году сопровождал Зеленского на встрече с председателем совета директоров компании ArcelorMittal.
На посту первого помощника отметился высказыванием о пересмотре закона о языке, вызвавшем общественный резонанс. О своём доверии Шефиру Зеленский говорил в мае 2020 года на пресс-конференции, приуроченной первой годовщине его работы в должности президента Украины.
30 марта 2024 года Владимир Зеленский уволил Шефира с должности первого помощника президента Украины.

## Покушение
22 сентября 2021 года, около 10:00 по киевскому времени, вблизи села Лесники был обстрелян автомобиль Сергея Шефира. В машину попали 18 пуль, был ранен водитель, сам Шефир не пострадал. Генеральный прокурор Украины Ирина Венедиктова сообщила, что начато производство с предварительной квалификацией по статье «покушение на убийство двух и более лиц». После произошедшего, Владимир Зеленский записал видеообращение, заявив, что не знает, кто стоит за покушением на его первого помощника Сергея Шефира, но обещает «сильный ответ».
Считается, что это было покушение на убийство. Сразу после выступления на Генассамблеи ООН я отправляюсь в столицу. Кто за этим стоит, скажу откровенно - не знаю. Пока. Какие это силы могут быть, внутренние или внешние. Но для себя не считаю их силой. Потому что передавать мне привет выстрелами из леса в автомобиль моего друга - это слабость. А вот ответ будет сильным.Владимир Зеленский
Советник руководителя Офиса Президента Михаил Подоляк заявил на брифинге, что «обстрел автомобиля первого помощника Президента является покушением на стремление Владимира Зеленского сломать систему». Подоляк считает, что Сергей Шефир был избран в качестве мишени для этого покушения, так как он является ключевым членом команды и близким другом Владимира Зеленского.
Это попытка сломать систему теневых отношений в политике и экономике. Понятно, что может быть много людей, которые не заинтересованы в том, чтобы сломать эту систему. Потому что она уже двадцать, тридцать лет укоренена в наши общественные отношения.Михаил Подоляк
Сам Сергей Шефир рассказал об обстреле его машины во время брифинга МВД Украины, заявив, что «не занимается делами, которые могли бы стать причиной нападения на него лично, а целью покушения было влияние на команду Зеленского».
Я не могу связать это с тем, над чем я работаю. Ибо последние дни я работаю над съемками студии "Квартал 95". Никаких дел, которые б вызвали агрессию, я не вел.Сергей Шефир
Согласно Би-би-си: «Шефира называют „легкой мишенью“ для такого покушения, ведь он не имел охраны и часто сам управлял машиной… Предполагают, что именно через первого помощника Сергея Шефира неизвестные нападавшие пытались „передать привет“ всей команде Зеленского».

## Личная жизнь
Жена Лариса Николаевна Шефир. 
Сын Никита Шефир работает помощником народного депутата от «Слуги народа» Юрия Киселя.
Старший брат — Борис Шефир (р. 14 мая 1960), сценарист и продюсер, автор для «Квартала-95».

## Фильмография
Сценарист
- 2005 — Кушать подано! (Украина)
- 2006 — Профессор в законе (Украина)
- 2007 — Очень новогоднее кино, или Ночь в музее (Украина)
- 2010 — Новогодние сваты (Украина)
- 2009 — Любовь в большом городе (Украина)
- 2011 — Легенда. Людмила Гурченко (Украина)

Продюсер
- 2008 — Сваты (Украина)
- 2009 — Чудо (Украина)
- 2009 — Сваты 2 (Украина)
- 2009 — Сваты 3 (Украина)
- 2009 — Как казаки … (Украина)
- 2010 — Сваты 4 (Украина)
- 2010 — Новогодние сваты (Украина)
- 2011 — Сваты 5 (Украина)
- 2011 — Чемпионы из подворотни
- 2011 — Я буду рядом
- 2012 — 8 первых свиданий
- 2012 — Ржевский против Наполеона
- 2014 — Любовь в большом городе 3
- 2015 — Слуга народа